# Rogova
Rogova è un comune della Romania di 1456 abitanti, ubicato nel distretto di Mehedinți, nella regione storica dell'Oltenia. 
Il comune è formato dall'unione di 2 villaggi: Poroinița e Rogova.